# Jordbruk i Sri Lanka

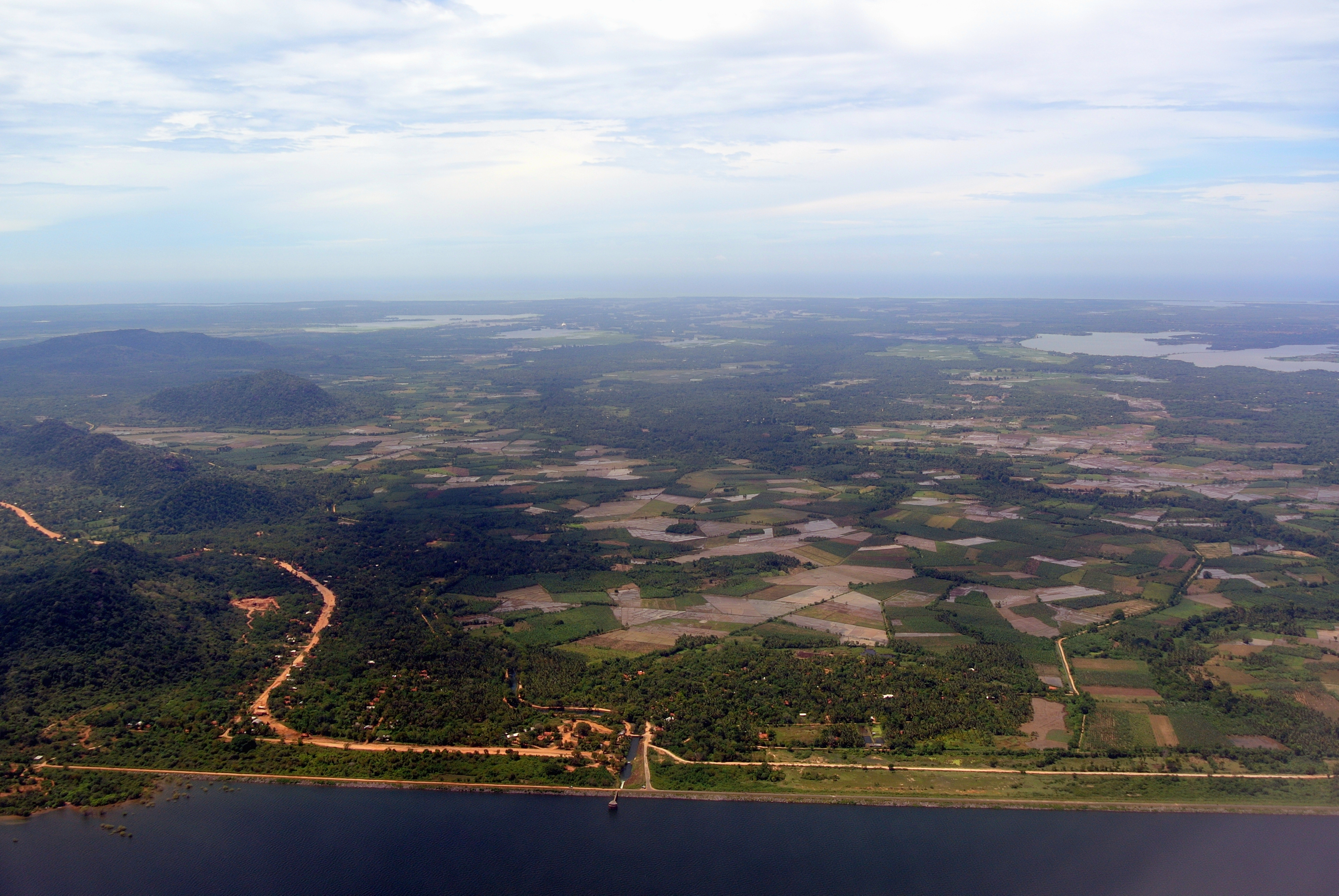
Flygvy över Sri Lankas sydprovins som visar kustbältets landmönster.

Jordbruk i Sri Lanka består huvudsakligen av risproduktion. Ris odlas under årstiderna Maha och Yala.  Te odlas på de centrala högländerna och är en viktig källa till utländsk valuta. Grönsaker, frukter och oljeväxter odlas också i landet. Det finns två jordbruksparker grundade av Sri Lankas jordbruksministerium. Av Sri Lankas hela befolkning ägnar sig 31,8% åt jordbruksverksamhet. År 2014 svarade jordbruket och liknande branscher som skogsbruk och fiske för 18% av bruttonationalprodukten, cirka 26,4% av arbetskraften eller sysselsättningen.